# David May
Michael David May FRS FREng (nascut el 24 de febrer de 1951) és un informàtic britànic. És professor del Departament d'Informàtica de la Universitat de Bristol i fundador de XMOS Semiconductor, fins al febrer de 2014 com a cap de tecnologia.
May va ser l'arquitecte principal del transputer. Des del 2017, tenia 56 patents, totes en microprocessadors i processament múltiple.

## Vida i carrera
May va néixer a Holmfirth, Yorkshire, Anglaterra i va assistir a la Queen Elizabeth Grammar School, Wakefield. Del 1969 al 1972 va ser estudiant al King's College de Cambridge, a la Universitat de Cambridge, primer estudiant Matemàtiques i després Informàtica al Laboratori de Matemàtiques de la Universitat de Cambridge, actual Laboratori d'Informàtica de la Universitat de Cambridge.
Es va traslladar a la Universitat de Warwick i va començar a investigar en robòtica. Els reptes d'implementar sistemes de detecció i control el van portar a dissenyar i implementar un llenguatge de programació simultani primerenc, EPL, que funcionava en un clúster de microordinadors de placa única connectats mitjançant enllaços de comunicació en sèrie. Aquest primer treball el va posar en contacte amb Tony Hoare i Iann Barron : un dels fundadors d' Inmos.
Quan es va formar Inmos el 1978, May es va unir per treballar en l'arquitectura de microordinadors, convertint-se en arquitecte principal del transputeri dissenyador del llenguatge de programació associat Occam. Això va ampliar el seu treball anterior i també va estar influït per Tony Hoare, que en aquell moment treballava a CSP i actuava com a consultor d'Inmos.
El prototip del transputer es va anomenar Simple 42 i es va completar el 1982. Els primers transputadors de producció, el T212 i el T414, van seguir el 1985; el transuter de coma flotant T800 el 1987. May va iniciar el disseny d'un dels primers commutadors de paquets VLSI, el C104, juntament amb el sistema de comunicacions del transputer T9000.
Treballant estretament amb Tony Hoare i el Grup de Recerca en Programació de la Universitat d'Oxford, May va introduir tècniques de verificació formal en el disseny de la unitat de coma flotant T800 i el transputer T9000. Aquests van ser alguns dels primers usos de la verificació formal en el disseny de microprocessadors, que incloïen especificacions, transformacions de preservació de la correcció i comprovació del model, donant lloc a la versió inicial del corrector FDR desenvolupat a Oxford.
El 1995, May es va incorporar a la Universitat de Bristol com a professor d'informàtica. Va ser cap del departament d'informàtica del 1995 al 2006. Continua sent professor a Bristol mentre dona suport a XMOS, una spin-out de la Universitat que va cofundar el 2005. Abans de XMOS, va participar en Picochip, on va escriure el conjunt d'instruccions original.
May està casat i té tres fills i viu a Bristol, Regne Unit.

## Premis i reconeixements
El 1990, May va rebre un títol de doctor honoris causa per la Universitat de Southampton, seguit el 1991 per la seva elecció com a membre de la Royal Society i la medalla Clifford Paterson i premi de l' Institut de Física el 1992.
El 2010 va ser elegit becari de la Royal Academy of Engineering.

## Llei de May
La Llei de May estableix, en referència a la Llei de Moore, i amb un cert paral·lelisme amb la llei de Wirth:
| « | L'eficiència del programari es redueix a la meitat cada 18 mesos, compensant la llei de Moore. | » |